# 郷倉和子
郷倉 和子（ごうくら かずこ、1914年11月16日 - 2016年4月12日）は、日本の画家、日本芸術院会員。

## 来歴
日本画家郷倉千靭（ごうくら せんじん）の長女として東京に生まれる。1935年女子美術専門学校日本画科卒業、1937年安田靫彦に師事、院展に出品を続け、1957年日本美術院賞、1960年院展同人、1970年院展文部大臣賞、1984年院展内閣総理大臣賞、1989年日本芸術院賞・恩賜賞受賞、1992年勲四等宝冠章、1997年日本芸術院会員、2002年文化功労者。
花鳥画が多い。
2013年11月、99歳（白寿）の誕生日を祝って企画された「白寿記念 郷倉和子展 心の調べ」が富山県立近代美術館で開催された。
2016年4月12日午後4時、心不全のため死去。101歳没。歿後同日付で叙正四位、授旭日重光章。